# Устна хармоника
Устна хармоника е музикален инструмент от групата на дървените духови инструменти.
Състои се от няколко настроени на различни честоти месингови или бронзови пластинки, закрепени за единия край в прорез, така че да могат да вибрират свободно. Изпълнителят подбира височината на тона като духа в съответния отвор. Отворите са разположени в предния край на хармониката и са свързани с по една или няколко трептящи пластини. При някои модели поемането на въздух задейства различна пластина от тази при издишане, разширявайки диапазона на инструмента.
Хармониката се използва основно в блуса, но намира широк прием и в кънтри музиката, джаза, рокендрола и други. Използва се често като солов от музиканти, които свирят на китара, като специално приспособление държи хармониката пред устата, а ръцете остават свободни.

## Видове хармоники

### Диатонична
Диатоничната хармоника е настроена да свири само в една гама. Това е най-простият вид хармоника.

### Хроматична
Хроматичната хармоника има бутон или друго устройство, което при натискане насочва въздушния поток към допълнителен набор от пластини, настроени с един полутон по-високо от набора, който трепти когато бутонът не е натиснат. По този начин хроматичната хармоника може да изсвири всичките 12 тона на хроматичната гама.

### Тремоло
Този тип хармоника има по два отвора и две пластини за всеки тон. Поради разликата в настройката на двете пластини вълните, породени от двете вибрации, се наслагват, придавайки специфично звучене.

### Бас хармоника
Бас хармониката може да възпроизвежда ниски тонове, в диапазона на контрабаса.

### Фисхармоника
Фисхармониката е вид хармоника с клавиши за една ръка.

## История
Съвременната хармоника е произведена в Европа в началото на XIX век. По това време има широк интерес към инструментите с трептящи пластини. Такива инструменти са познати в Азия от векове, а в Европа от по-скоро. Първите хармоники са се появили във Виена през 20-те години на XIX век. Следва бързо разпространяване на инструмента в различни разновидности, което се дължи на много фактори, като лесното свирене, ниската цена и малкия размер, както и фактът, че в ръцете на опитен музикант могат да възпроизведат приемлива музика.
Хармониката е разработена в Европа в началото на XIX век. Инструменти със свободни езичета (пластини) като китайския шенг са били доста разпространени в Източна Азия от древни времена. Те стават сравнително добре известни в Европа, след като са въведени от френския йезуит Жан Жозеф Мари Амио (1718 – 1793), който е живял в Китай през управлението на Циенлун. Около 1820 г. в Европа започват да се създават дизайни със свободна пластинка. Кристиан Фридрих Лудвиг Бушман често се цитира като изобретател на хармониката през 1821 г., но други изобретатели са разработили подобни инструменти по същото време. През 1829 г. Чарлз Уитстоун разработва орган за уста под името "Aeolina" (вдъхновен от еоловата арфа). Духаните с уста инструменти със свободни пластинки се появяват в Съединените щати, Южна Америка, Обединеното кралство и Европа приблизително по същото време. Тези инструменти са направени за свирене на класическа музика.
През 1857 г. Матиас Хонер, часовникар от Тросинген, Германия, започва да произвежда хармоники. В крайна сметка той става първият, който ги произвежда масово. За целта той използва масово произвеждан дървен гребен. До 1868 г. той започва да снабдява Съединените щати. До 1920 г. диатоничната хармоника до голяма степен е достигнала съвременната си форма. Други видове последват скоро след това, включително различните тремоло и октавни хармоники.
Известно време преди Хонер да започне да произвежда хармоники през 1857 г., той изпраща някои на роднини, които са емигрирали в Съединените щати. Музиката му бързо става популярна и страната се превръща в огромен пазар за стоките на фирмата Hohner. Президентът на САЩ Ейбрахам Линкълн носи такава хармоника в джоба си.
В Северна Америка хармониката придобива голяма слава в началото на XX век покрай развитието на блуса. Широката популярност на музикантите в началото на ерата на рок музиката (50-те и 60-те години) също допринасят за популярността на инструмента. С навлизането на електрическата китара през 70-те славата на хармониката намалява.

## Нотиране
Обикновено диатоничните хармоники имат по 10 и повече отвора, като за всеки отвор могат да се изсвирят по два тона – един при вдишване и един при издишване. Нотирането на дадена песен се извършва чрез записването на поредица от номера, всеки от които съответства на номер на отвор. Когато пред номера има поставен знак "-", от дадения отвор се изсвирва тонът чрез вдишване. В противен случай, ако няма предхождащ знак "-", се издишва.
Примерна нотация за диатонична хармоника в до-мажор (C-Dur):
```
Шаро и първият сняг
——————————————————

Ти- хо се си- пе пър- ви- ят сняг

6 6 6 7 6 -5 5 -4 5

га- ле- но щи- пе буз- ки- те пак,

6 6 6 7 6 -5 5 -4 5

где е на дво- ра ста- ри- ят пън,

-4 -4 5 -5 -4 5 5 -5 6

Снеж- ко за- тру- па вси- чко на- вън.

7 -7 -6 6 5 -5 5 -4 4

```